# Juan Pablo Rossotti
Juan Pablo Rossotti (n. 12 de enero de 1976, Ciudad de Buenos Aires, es un piloto argentino de automovilismo de velocidad, que actualmente participa del Turismo Nacional. Compitió, entre otras categorías, en Fórmula 3 Sudamericana y TC 2000.

## Resultados

### Turismo Competición 2000
| Año  | Equipo              | Auto               | 1     | 2     | 3     | 4     | 5    | 6    | 7     | 8     | 9      | 10  | 11   | 12   | 13    | 14    | 15     | 16     | 17    | 18    | 19     | 20     | 21     | 22     | 23    | 24    | 25    | 26    | 27     | 28     | Res. | Puntos |
| ---- | ------------------- | ------------------ | ----- | ----- | ----- | ----- | ---- | ---- | ----- | ----- | ------ | --- | ---- | ---- | ----- | ----- | ------ | ------ | ----- | ----- | ------ | ------ | ------ | ------ | ----- | ----- | ----- | ----- | ------ | ------ | ---- | ------ |
| 1997 |                     |                    | RAF I | RAF I | RC I  | RC I  | POS  | POS  | SJU I | SJU I | PAR    | PAR | GR   | GR   | BB I  | BB I  | SJU II | SJU II | RC II | RC II | NDJ    | NDJ    | MZA    | MZA    | BB II | BB II | TRE   | TRE   | RAF II | RAF II | -    | 0      |
| 1997 | Rossotti Racing     | Ford Escort VI     | Ret   | 10    | Ret   | Ret   | Ret  | 16   |       |       | Ret    | Ret | 12   | 12   | 19    | 20    | 21     | 17     | 18    | Ret   | 17     | Ret    | Ret    | Ret    |       |       | Ret   | NL    | Ret    | 5      | -    | 0      |
| 1998 |                     |                    | AG I  | AG I  | MDP I | MDP I | RC I | RC I | SJU I | SJU I | OLA    | OLA | GR   | GR   | PAR I | PAR I | BA     | BA     | BB    | BB    | SJU II | SJU II | MDP II | MDP II | RC II | RC II | AG II | AG II | PAR II | PAR II | 25.º | 1      |
| 1998 | Rossotti Racing     | Ford Escort VI     |       |       | Ret   | NL    | Ret  | Ret  |       |       |        |     |      |      |       |       |        |        |       |       | WD     | WD     |        |        |       |       |       |       |        |        | 25.º | 1      |
| 1998 | Bessone Competición | Ford Escort IV     |       |       |       |       |      |      |       |       |        |     |      |      |       |       | Ret    | 10     |       |       |        |        |        |        |       |       |       |       |        |        | 25.º | 1      |
| 1999 |                     |                    | AG I  | AG I  | MDP   | MDP   | POS  | POS  | OLA   | OLA   | RC     | RC  | BA I | BA I | BB    | BB    | TRE    | TRE    | AG II | AG II | GR     | GR     | RAF    | RAF    | PAR   | PAR   | SJO   | SJO   | BA II  | BA II  | -    | 0      |
| 1999 | Rossotti Racing     | Ford Escort VI     | Ret   | 14    | Ret   | Ret   |      |      |       |       | Ret    | NL  | 18   | Ret  |       |       |        |        |       |       |        |        |        |        |       |       |       |       |        |        | -    | 0      |
| 2002 |                     |                    | GR    | RC    | SJU I | BB    | RES  | OBE  | AG    | SAL   | SJU II | PAR | BA   | SRA  | PIG   | MDP   |        |        |       |       |        |        |        |        |       |       |       |       |        |        | -    | 0      |
| 2002 | Belloso Competición | Ford Escort VI     |       | Ret   |       |       |      |      |       |       |        |     |      |      |       |       |        |        |       |       |        |        |        |        |       |       |       |       |        |        | -    | 0      |
| 2004 |                     |                    | GR    | VIE   | SJU   | PAR   | SL   | OBE  | AG    | CON   | RC     | SRA | BB   | BA   | RAF   | MDP   |        |        |       |       |        |        |        |        |       |       |       |       |        |        | -    | -      |
| 2004 | DTA                 | Chevrolet Astra II |       |       |       |       |      |      |       |       |        |     |      | 15   |       |       |        |        |       |       |        |        |        |        |       |       |       |       |        |        | -    | -      |
| 2007 |                     |                    | CR    | GR    | BB    | SMM   | SJU  | SP   | AG    | SFE   | SRA    | VIE | BA   | OBE  | SL    | PDE   |        |        |       |       |        |        |        |        |       |       |       |       |        |        | -    | 0      |
| 2007 | JM Motorsport       | Volkswagen Polo    | Ret   | NL    | Ret   |       |      |      |       |       |        |     |      |      |       |       |        |        |       |       |        |        |        |        |       |       |       |       |        |        | -    | 0      |

#### Clase Light
| Año  | Equipo          | Auto           | 1     | 2     | 3    | 4    | 5   | 6   | 7     | 8     | 9   | 10  | 11 | 12 | 13   | 14   | 15     | 16     | 17    | 18    | 19  | 20  | 21  | 22  | 23    | 24    | 25  | 26  | 27     | 28     | Res. | Puntos |
| ---- | --------------- | -------------- | ----- | ----- | ---- | ---- | --- | --- | ----- | ----- | --- | --- | -- | -- | ---- | ---- | ------ | ------ | ----- | ----- | --- | --- | --- | --- | ----- | ----- | --- | --- | ------ | ------ | ---- | ------ |
| 1997 |                 |                | RAF I | RAF I | RC I | RC I | POS | POS | SJU I | SJU I | PAR | PAR | GR | GR | BB I | BB I | SJU II | SJU II | RC II | RC II | NDJ | NDJ | MZA | MZA | BB II | BB II | TRE | TRE | RAF II | RAF II | 6.º  | 137    |
| 1997 | Rossotti Racing | Ford Escort VI | Ret   | 1     | Ret  | Ret  | Ret | 4   |       |       | Ret | Ret | 2  | 1  | 4    | 7    | 5      | 4      | 2     | Ret   | 4   | Ret | Ret | Ret |       |       | Ret | NL  | Ret    | 2      | 6.º  | 137    |

#### Copa TC 2000
| Año  | Equipo              | Auto           | 1    | 2    | 3     | 4     | 5    | 6    | 7     | 8     | 9   | 10  | 11   | 12   | 13    | 14    | 15  | 16  | 17    | 18    | 19     | 20     | 21     | 22     | 23    | 24    | 25    | 26    | 27     | 28     | Res. | Puntos |
| ---- | ------------------- | -------------- | ---- | ---- | ----- | ----- | ---- | ---- | ----- | ----- | --- | --- | ---- | ---- | ----- | ----- | --- | --- | ----- | ----- | ------ | ------ | ------ | ------ | ----- | ----- | ----- | ----- | ------ | ------ | ---- | ------ |
| 1998 |                     |                | AG I | AG I | MDP I | MDP I | RC I | RC I | SJU I | SJU I | OLA | OLA | GR   | GR   | PAR I | PAR I | BA  | BA  | BB    | BB    | SJU II | SJU II | MDP II | MDP II | RC II | RC II | AG II | AG II | PAR II | PAR II | 15.º | 15     |
| 1998 | Rossotti Racing     | Ford Escort VI |      |      | Ret   | NL    | Ret  | Ret  |       |       |     |     |      |      |       |       |     |     |       |       | WD     | WD     |        |        |       |       |       |       |        |        | 15.º | 15     |
| 1998 | Bessone Competición | Ford Escort IV |      |      |       |       |      |      |       |       |     |     |      |      |       |       | Ret | 2   |       |       |        |        |        |        |       |       |       |       |        |        | 15.º | 15     |
| 1999 |                     |                | AG I | AG I | MDP   | MDP   | POS  | POS  | OLA   | OLA   | RC  | RC  | BA I | BA I | BB    | BB    | TRE | TRE | AG II | AG II | GR     | GR     | RAF    | RAF    | PAR   | PAR   | SJO   | SJO   | BA II  | BA II  | 14.º | 13     |
| 1999 | Rossotti Racing     | Ford Escort VI | Ret  | 4    | Ret   | Ret   |      |      |       |       | Ret | NL  | 8    | Ret  |       |       |     |     |       |       |        |        |        |        |       |       |       |       |        |        | 14.º | 13     |

### TC 2000
| Año  | Equipo         | Auto             | 1    | 2    | 3     | 4     | 5     | 6     | 7     | 8     | 9      | 10     | 11     | 12     | 13    | 14    | 15     | 16     | 17  | 18  | 19   | 20   | 21    | 22    | 23  | Res. | Puntos |
| ---- | -------------- | ---------------- | ---- | ---- | ----- | ----- | ----- | ----- | ----- | ----- | ------ | ------ | ------ | ------ | ----- | ----- | ------ | ------ | --- | --- | ---- | ---- | ----- | ----- | --- | ---- | ------ |
| 2014 |                |                  | AG I | LP   | JUN   | MER   | BA I  | PAR I | RC    | CON   | BA II  | PAR II | AG II  | GR     |       |       |        |        |     |     |      |      |       |       |     | -    | 0      |
| 2014 | Pro Rally      | Honda Civic VIII |      | NL   | Ret   |       |       |       |       |       |        |        |        |        |       |       |        |        |     |     |      |      |       |       |     | -    | 0      |
| 2016 |                |                  | SMM  | SMM  | CON I | CON I | BA I  | BA I  | SJO   | SJO   | LP     | LP     | CDU    | CDU    | BA II | BA II | CON II | CON II | RAF | RAF | AG   | RC   | RC    | PAR   | PAR | 22.º | 44     |
| 2016 | Escudería FE   | Peugeot 408 I    | Ret  | 14   | 18    | Ret   | 1     | 13    | NL    | 12    | Ret    | 16     | 12     | 16     | 12    | 9     |        |        |     |     |      |      |       |       |     | 22.º | 44     |
| 2020 |                |                  | AG I | AG I | BA I  | BA I  | BA II | BA II | AG II | AG II | AG III | AG III | BA III | BA III | BA IV | BA IV | RC     | RC     | PAR | PAR | BA V | BA V | BA VI | BA VI |     | 23.º | 7      |
| 2020 | Escudería Fela | Ford Focus III   |      |      |       |       |       |       |       |       |        |        |        |        |       |       |        |        |     |     |      |      | 7     | 12    |     | 23.º | 7      |